# First Love (album Utada Hikaru)
First Love è il secondo album in studio della cantante giapponese Utada Hikaru, il primo pubblicato con il suo vero nome, pubblicato il 10 marzo 1999.
È il disco più venduto di tutti i tempi in Giappone. Ha venduto oltre 7.65 milioni di copie in Giappone (secondo i dati estimati dalla Oricon), o 8.53 milioni di copie (secondo i dati estimati dalla RIAJ). È anche il secondo album ad aver venduto oltre otto milioni di copie (trentadue dischi di platino) secondo la RIAJ.
Nella sua prima settimana ha superato le due milioni di copie, ed è arrivato alla vetta della classifica Oricon per sei settimane. First Love è il settimo album con il miglior debutto nella storia della discografia giapponese. First Love è anche l'album più venduto nella storia della discografia asiatica, con oltre dieci milioni di copie vendute in tutto il mondo, dei quali 7 solo in Giappone.
Il 10 marzo 2014 è stato pubblicato First Love -15th Anniversary Deluxe Edition-, contenente, oltre all'album, un CD/DVD con il primo concerto di Utada Hikaru (risalente al 1999) e due CD bonus contenenti remix e versioni demo delle tracce dell'album.

## Tracce
1. Automatic – 5:28
2. Movin' on Without You – 4:38
3. In My Room – 4:19
4. First Love – 4:17
5. 甘いワナ ~Paint It, Black – 5:02
6. Time Will Tell – 5:27
7. Never Let Go – 3:57
8. B&C – 4:20
9. Another Chance – 5:22
10. Interlude – 0:17
11. Give Me a Reason – 6:28
12. Automatic (Johnny Vicious Remix) – 4:54